# Đại Phong
Đại Phong is een xã in het district Đại Lộc, een van de districten in de Vietnamese provincie Quảng Nam.
De Vu Gia stroomt door Đại Phong, maar Đại Phong ligt voor het grootste gedeelte op de zuidelijke oever van de rivier.